# (32428) Peterlangley
2000 RC75 (asteroide 32428) é um asteroide da cintura principal. Possui uma excentricidade de 0.08832680 e uma inclinação de 6.75528º.
Este asteroide foi descoberto no dia 3 de setembro de 2000 por LINEAR em Socorro.